# Leichtathletik-Weltmeisterschaften 1999/400 m Hürden der Männer

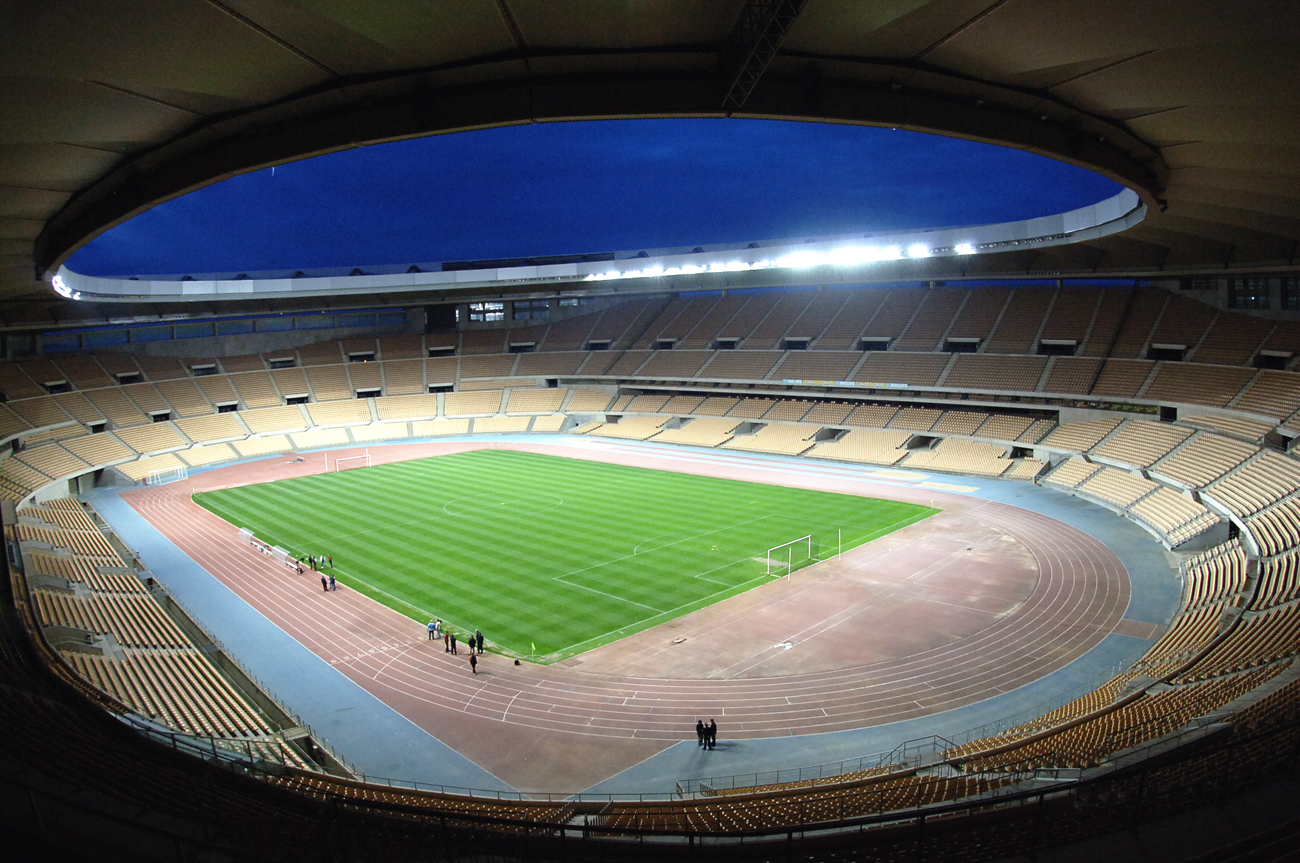
Das Olympiastadion von Sevilla im Jahr 2011

Der 400-Meter-Hürdenlauf der Männer bei den Leichtathletik-Weltmeisterschaften 1999 wurde vom 24. bis 27. August 1999 im Olympiastadion der spanischen Stadt Sevilla ausgetragen.
Weltmeister wurde der italienische EM-Dritte von 1998 Fabrizio Mori. Er gewann vor dem französischen Titelverteidiger, WM-Dritten von 1995 und EM-Dritten von 1994 Stéphane Diagana. Bronze ging an den Schweizer Marcel Schelbert.

## Bestehende Rekorde
| Weltrekord | 46,78 s | Kevin Young | OS in Barcelona, Spanien          | 6. August 1992  |
| WM-Rekord  | 47,18 s | Kevin Young | WM 1993 in Stuttgart, Deutschland | 19. August 1993 |

Der bestehende WM-Rekord wurde bei diesen Weltmeisterschaften nicht eingestellt und nicht verbessert.
Der italienische Weltmeister Fabrizio Mori stellte im Finale mit 47,72 s eine neue Weltjahresbestleistung auf.
Außerdem verbesserte der drittplatzierte Schweizer Marcel Schelbert den Landesrekord der Schweiz im Finale auf 48,13 s.

## Vorrunde
Die Vorrunde wurde in sieben Läufen durchgeführt. Die ersten beiden Athleten pro Lauf – hellblau unterlegt – sowie die darüber hinaus zwei zeitschnellsten Läufer – hellgrün unterlegt – qualifizierten sich für das Halbfinale.

### Vorlauf 1

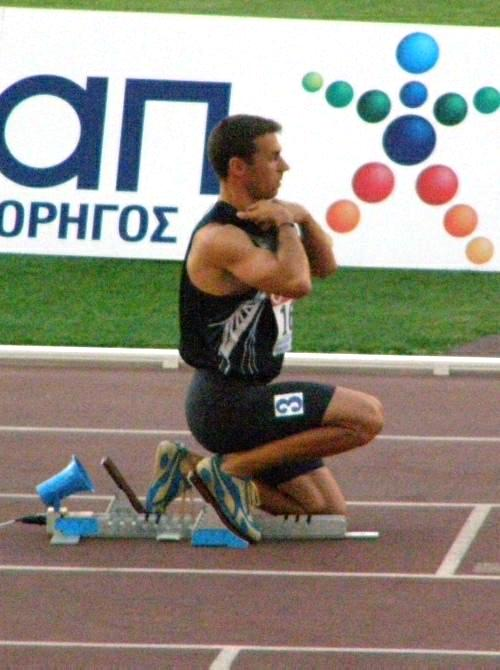
Um einen Rang verfehlte Periklis Iakovakis mit seinen 49,53 s die Halbfinalteilnahme

24. August 1999, 12:40 Uhr
| Platz | Name                 | Nation            | Zeit (s)                         |
| ----- | -------------------- | ----------------- | -------------------------------- |
| 1     | Kazuhiko Yamazaki    | Japan             | 49,08                            |
| 2     | Tibor Bédi           | Ungarn            | 49,38                            |
| 3     | Periklis Iakovakis   | Griechenland      | 49,53                            |
| 4     | Ken Harnden          | Simbabwe          | 49,72                            |
| 5     | Cleverson da Silva   | Brasilien         | 49,98                            |
| 6     | Vadim Zadoinov       | Moldau            | 50,14                            |
| 7     | Zahr-el-Din el-Najem | Syrien            | 50,35                            |
| DSQ   | Chen Tien-Wen        | Chinesisch Taipeh | IAAF Rule 163.3 – Bahnübertreten |

### Vorlauf 2

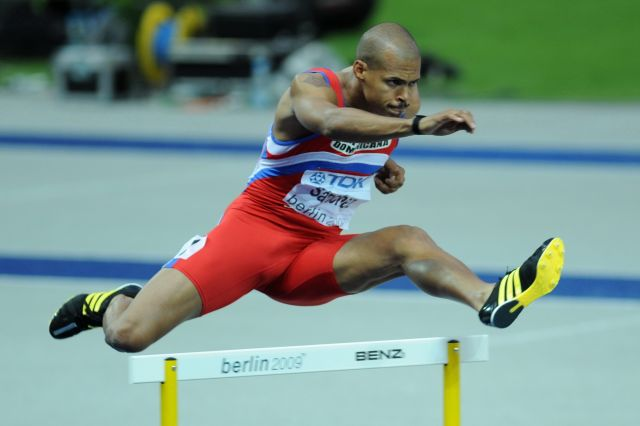
Hier reichte es für Felix Sánchez mit 49,67 s noch nicht für die nächste Runde – seine große Zeit kam später

24. August 1999, 12:47 Uhr
| Platz | Name               | Nation                  | Zeit (s) |
| ----- | ------------------ | ----------------------- | -------- |
| 1     | Samuel Matete      | Sambia                  | 48,90    |
| 2     | Carlos Silva       | Portugal                | 49,02    |
| 3     | Miro Kocuvan       | Slowenien               | 49,63    |
| 4     | Felix Sánchez      | Dominikanische Republik | 49,67    |
| 5     | Tan Chunhua        | Volksrepublik China     | 50,10    |
| 6     | Alexandre Marchand | Kanada                  | 50,30    |
| 7     | Ashok Jayasundara  | Sri Lanka               | 51,70    |

### Vorlauf 3
24. August 1999, 12:54 Uhr
| Platz | Name              | Nation         | Zeit (s) |
| ----- | ----------------- | -------------- | -------- |
| 1     | Fabrizio Mori     | Italien        | 49,07    |
| 2     | Paweł Januszewski | Polen          | 49,21    |
| 3     | Jiří Mužík        | Tschechien     | 49,40    |
| 4     | Pedro Rodrigues   | Portugal       | 49,97    |
| 5     | Siniša Peša       | BR Jugoslawien | 50,40    |
| 6     | Curt Young        | Panama         | 51,48    |
| DNS   | Llewellyn Herbert | Südafrika      |          |

### Vorlauf 4
24. August 1999, 13:01 Uhr
| Platz | Name                    | Nation         | Zeit (s) |
| ----- | ----------------------- | -------------- | -------- |
| 1     | Dinsdale Morgan         | Jamaika        | 48,99    |
| 2     | Jean-Laurent Heusse     | Frankreich     | 49,82    |
| 3     | Hadi Soua’an al-Somaily | Saudi-Arabien  | 49,88    |
| 4     | Darko Juričić           | Kroatien       | 49,96    |
| 5     | Jeff Ellis              | Kanada         | 50,77    |
| 6     | Zid Abou Hamed          | Australien     | 50,85    |
| DNS   | Christopher Rawlinson   | Großbritannien |          |

### Vorlauf 5
24. August 1999, 13:08 Uhr
| Platz | Name                  | Nation          | Zeit (s) |
| ----- | --------------------- | --------------- | -------- |
| 1     | Stéphane Diagana      | Frankreich      | 48,55    |
| 2     | Eronilde de Araújo    | Brasilien       | 48,81    |
| 3     | Torrance Zellner      | USA             | 48,97    |
| 4     | Hideaki Kawamura      | Japan           | 49,66    |
| 5     | Monte Raymond         | Kanada          | 50,75    |
| 6     | Ivan Wakit            | Papua-Neuguinea | 52,55    |
| DNF   | Konstantinos Pochanis | Zypern          |          |

### Vorlauf 6
24. August 1999, 13:15 Uhr
| Platz | Name              | Nation         | Zeit (s) |
| ----- | ----------------- | -------------- | -------- |
| 1     | Marcel Schelbert  | Schweiz        | 48,66    |
| 2     | Joey Woody        | USA            | 49,18    |
| 3     | Ibou Faye         | Senegal        | 49,48    |
| 4     | Shunji Karube     | Japan          | 49,52    |
| 5     | Mustapha Sdad     | Marokko        | 49,64    |
| 6     | Anthony Borsumato | Großbritannien | 50,05    |
| DNS   | Kenneth Enyiazu   | Nigeria        |          |

### Vorlauf 7
24. August 1999, 13:22 Uhr
| Platz | Name                 | Nation         | Zeit (s) |
| ----- | -------------------- | -------------- | -------- |
| 1     | Kemel Thompson       | Jamaika        | 49,17    |
| 2     | Thomas Goller        | Deutschland    | 49,52    |
| 3     | Angelo Taylor        | USA            | 49,58    |
| 4     | Paul Gray            | Großbritannien | 50,15    |
| 5     | Wladislaw Schirjajew | Russland       | 50,34    |
| 6     | Victor Houston       | Barbados       | 50,57    |
| 7     | Asha Ram Chaudhari   | Nepal          | 53,87    |

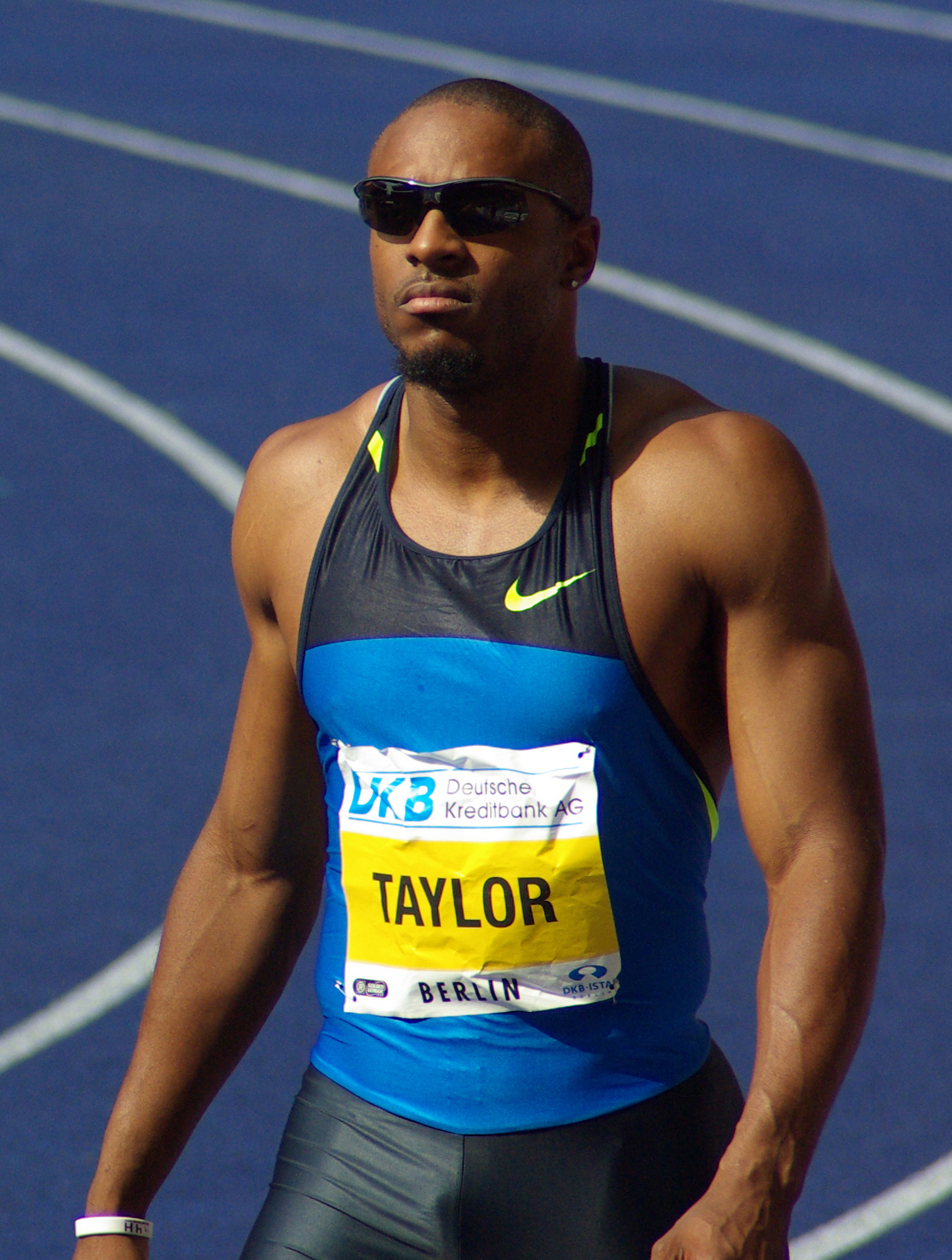
Angelo Taylor schied als Dritter seines Rennens in 49,58 s bereits im Vorlauf aus

Aus den beiden Halbfinalläufen qualifizierten sich die jeweils ersten drei Athleten – hellblau unterlegt – sowie die darüber hinaus zwei zeitschnellsten Läufer – hellgrün unterlegt – für das Finale.

### Halbfinallauf 1

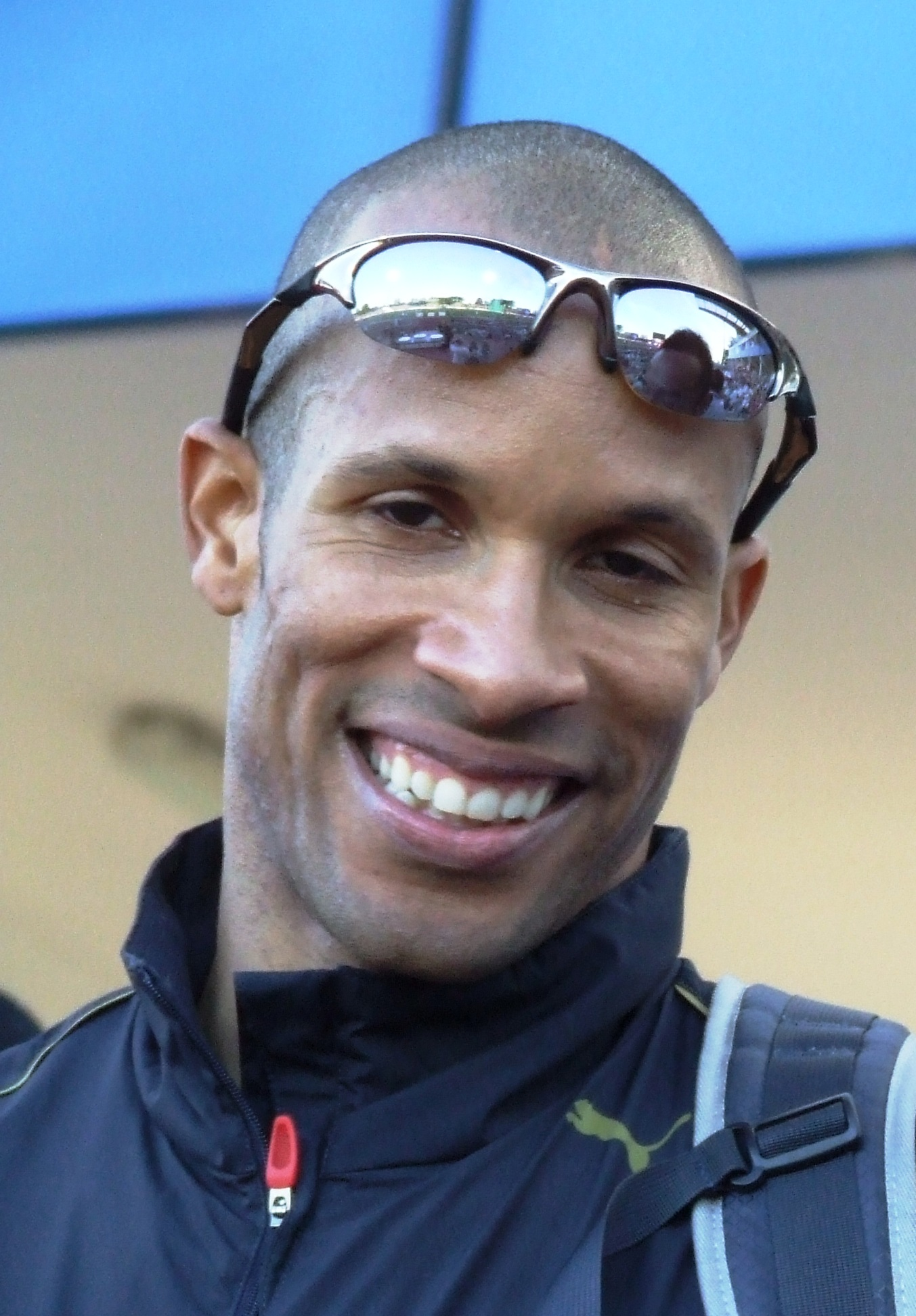
Kemel Thompsons 48,95 s und Rang vier im ersten Halbfinale reichten nicht zur Teilnahme am Finale
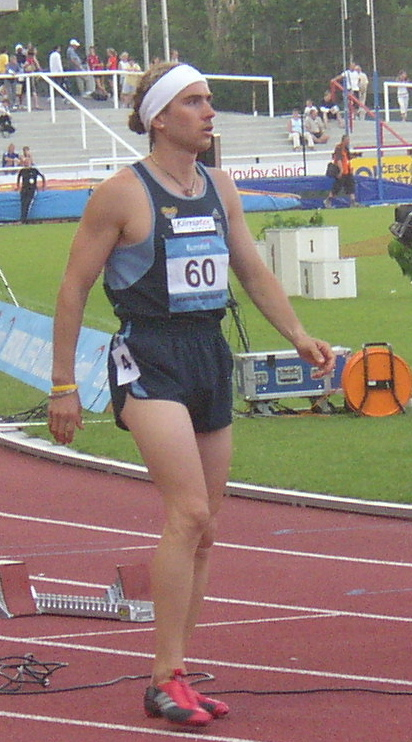
Jiří Mužík schied in 49,17 s als Fünfter seines Halbfinallaufs aus

25. August 1999, 21:05 Uhr
| Platz | Name                | Nation     | Zeit (s) |
| ----- | ------------------- | ---------- | -------- |
| 1     | Joey Woody          | USA        | 48,55    |
| 2     | Paweł Januszewski   | Polen      | 48,63    |
| 3     | Marcel Schelbert    | Schweiz    | 48,80    |
| 4     | Kemel Thompson      | Jamaika    | 48,95    |
| 5     | Jiří Mužík          | Tschechien | 49,17    |
| 6     | Samuel Matete       | Sambia     | 49,28    |
| 7     | Kazuhiko Yamazaki   | Japan      | 49,46    |
| 8     | Jean-Laurent Heusse | Frankreich | 50,17    |

### Halbfinallauf 2
25. August 1999, 21:15 Uhr
| Platz | Name               | Nation      | Zeit (s) |
| ----- | ------------------ | ----------- | -------- |
| 1     | Stéphane Diagana   | Frankreich  | 48,18    |
| 2     | Fabrizio Mori      | Italien     | 48,29    |
| 3     | Eronilde de Araújo | Brasilien   | 48,41    |
| 4     | Torrance Zellner   | USA         | 48,53    |
| 5     | Dinsdale Morgan    | Jamaika     | 48,71    |
| 6     | Tibor Bédi         | Ungarn      | 49,00    |
| 7     | Carlos Silva       | Portugal    | 49,45    |
| 8     | Thomas Goller      | Deutschland | 49,89    |

## Finale

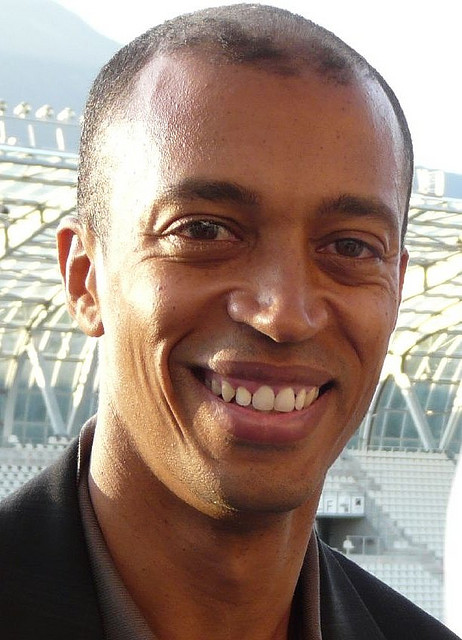
Titelverteidiger Stéphane Diagana wurde diesmal Vizeweltmeister – er war 1995 WM-Dritter und 1994 EM-Dritter
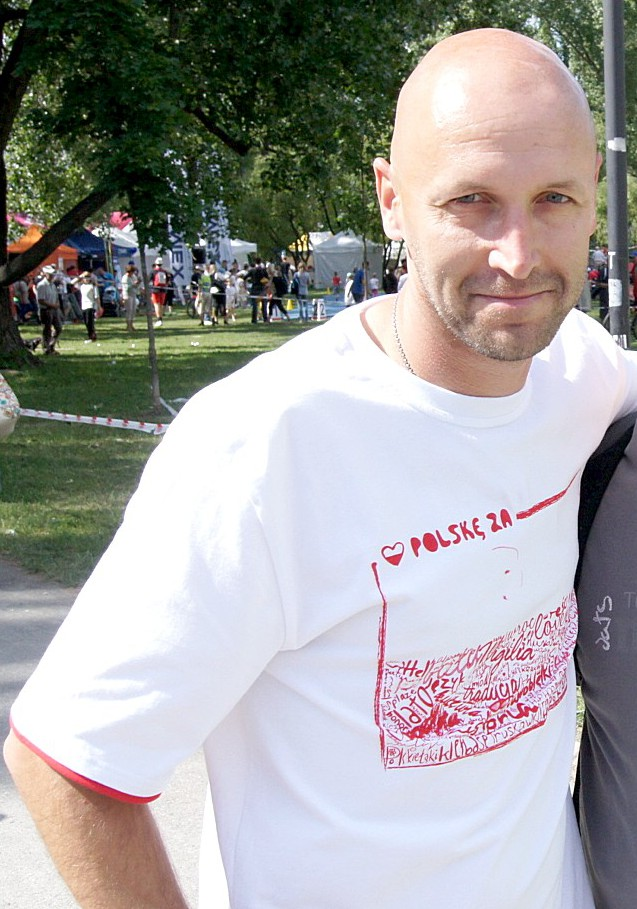
Der amtierende Europameister Paweł Januszewski kam auf den fünften Platz

27. August 1999, 21:00 Uhr
| Platz | Name               | Nation     | Zeit (s) |
| ----- | ------------------ | ---------- | -------- |
| 1     | Fabrizio Mori      | Italien    | 47,72 WL |
| 2     | Stéphane Diagana   | Frankreich | 48,12    |
| 3     | Marcel Schelbert   | Schweiz    | 48,13 NR |
| 4     | Eronilde de Araújo | Brasilien  | 48,13    |
| 5     | Paweł Januszewski  | Polen      | 48,19    |
| 6     | Joey Woody         | USA        | 48,77    |
| 7     | Dinsdale Morgan    | Jamaika    | 48,92    |
| 8     | Torrance Zellner   | USA        | 49,06    |

## Video
- Men's 400m Hurdles World Athletics Champs Seville 1999 auf youtube.com, abgerufen am 15. Juli 2020